# Xavier Malisse
Xavier Malisse (Kortrijk, 19 de Julho de 1980) é um ex-tenista profissional belga, conquistou seu melhor resultado na semifinais de Wimbledon de 2002, perdendo para David Nalbandian, e foi campeão em duplas de Roland Garros em 2004, ao lado do compatriota Olivier Rochus, seu principal parceiro de duplas, foi top 20, quando em 2002 alcançou o 19° posto, no ranking da ATP.

## Grand Slam finais

### Doubles: 1 (1-0)
| Resultado | Ano  | Campeonato       | Piso   | Parceiro       | Oponentes                      | Placar   |
| --------- | ---- | ---------------- | ------ | -------------- | ------------------------------ | -------- |
| Campeão   | 2004 | Aberto da França | Saibro | Olivier Rochus | Michaël Llodra Fabrice Santoro | 7–5, 7–5 |

## Masters 1000 finais

### Duplas: 1 (1-0)
| Resultado | Ano  | Campeonato   | Piso | Parceiro            | Oponentes                        | Placar                |
| --------- | ---- | ------------ | ---- | ------------------- | -------------------------------- | --------------------- |
| Campeão   | 2011 | Indian Wells | Hard | Alexandr Dolgopolov | Roger Federer Stanislas Wawrinka | 6–4, 6–7(5–7), [10–7] |

## ATP Tour finais

### Simples: 12 (3-9)
| Legenda                           |
| --------------------------------- |
| Grand Slam (0–0)                  |
| ATP World Tour Finals (0–0)       |
| ATP World Tour Masters 1000 (0–0) |
| ATP World Tour 500 Series (0–0)   |
| ATP World Tour 250 Series (3–9)   |

| Títulos por piso |
| ---------------- |
| Duro (3–4)       |
| Saibro (0–4)     |
| Grama (0–0)      |
| Carpete (0–1)    |

| Resultado | N. | Ano              | Campeonato                                                         | Piso    | Oponente            | Placar             |
| --------- | -- | ---------------- | ------------------------------------------------------------------ | ------- | ------------------- | ------------------ |
| Vice      | 1. | 2 Novembro 1998  | Abierto Mexicano TELCEL, Cidade do México                          | Saibro  | Jiří Novák          | 3–6, 3–6           |
| Vice      | 2. | 10 Maio 1999     | Delray Beach International Tennis Championships, Delray Beach, EUA | Saibro  | Lleyton Hewitt      | 4–6, 7–6(7–2), 1–6 |
| Vice      | 3. | 12 Março 2001    | Delray Beach International Tennis Championships, Delray Beach, EUA | Duro    | Jan-Michael Gambill | 5–7, 4–6           |
| Vice      | 4. | 30 Abril 2001    | Verizon Tennis Challenge, Atlanta, EUA                             | Saibro  | Andy Roddick        | 2–6, 4–6           |
| Vice      | 5. | 24 Maio 2004     | Hypo Group Tennis International, St. Pölten, Áustria               | Saibro  | Filippo Volandri    | 1–6, 4–6           |
| Vice      | 6. | 11 Outubro 2004  | Grand Prix de Tennis de Lyon, Lyon, França                         | Carpete | Robin Söderling     | 2–6, 6–3, 4–6      |
| Campeão   | 1. | 31 Janeiro 2005  | Delray Beach International Tennis Championships, Delray Beach, EUA | Duro    | Jiří Novák          | 7–6(8–6), 6–2      |
| Vice      | 7. | 9 Janeiro 2006   | Next Generation Adelaide International, Adelaide, Austrália        | Duro    | Florent Serra       | 3–6, 4–6           |
| Vice      | 8. | 6 Fevereiro 2006 | Delray Beach International Tennis Championships, Delray Beach, EUA | Duro    | Tommy Haas          | 3–6, 6–3, 6–7(5–7) |
| Campeão   | 2. | 1 Janeiro 2007   | Chennai Open, Chennai, Índia                                       | Duro    | Stefan Koubek       | 6–1, 6–3           |
| Campeão   | 3. | 28 Janeiro 2007  | Delray Beach International Tennis Championships, Delray Beach, EUA | Duro    | James Blake         | 5–7, 6–4, 6–4      |
| Vice      | 9. | 11 Janeiro 2011  | Chennai Open, Chennai, Índia                                       | Duro    | Stanislas Wawrinka  | 5–7, 6–4, 1–6      |

## Ligações Externas
- Perfil na ATP